# 금란정
금란정(金蘭亭)은 대한민국 강원특별자치도 강릉시 저동에 있는 건축물이다. 1984년 6월 2일 강원특별자치도의 문화재자료 제5호로 지정되었다.

## 개요
금란정은 조선 후기 선비인 김형진이 지은 집으로, 경포호가 바라보이는 경포대 북쪽 시루봉 아래에 자리잡고 있다.
주변에는 매화를 심어 학과 더불어 노닐던 곳이라 하여 매학정(梅鶴亭)이라 이름하였다. 그 뒤 주인이 바뀌어 지금 있는 자리로 옮겨 지으면서 이름을 금란정이라 고쳐 불렀다.
건물 규모는 앞면 3칸·옆면 2칸으로, 지붕은 옆면에서 볼 때 여덟 팔(八)자 모양인 팔작지붕이다. 앞면에는 ‘금란정’이라는 현판이 걸려 있고，옆면에는 ‘경중별업(鏡中別業)’이라는 현판이 걸려 있다.

## 사건사고
- 2023년 4월 11일 화재가 발생하여 피해를 입었다.[1]

## 참고 자료
- 금란정 - 국가유산청 국가유산포털

1. ↑  https://www.ytn.co.kr/_ln/0115_202304111143021334 강릉 문화재 비상...보물 경포대 위험·금란정 불탄 듯 출처: 연합뉴스